# Dvärgsprötmossor
Dvärgsprötmossor (Microeurhynchium) är ett släkte av bladmossor som beskrevs av Mikhail Stanislavovich Ignatov och Vanderp.. Dvärgsprötmossor ingår i familjen Brachytheciaceae.
Släktet innehåller bara arten Microeurhynchium pumilum.